# Ramzi Yousef
Ramzi Yousef, pseudonimo di Ramzī Aḥmad Yūsuf, nato Abdul Basit Mahmoud Abdul Karim (in arabo  رمزي يوسف‎?; Kuwait City, 27 aprile 1968), è un terrorista pakistano, condannato per essere stato la mente dietro l'attentato al World Trade Center del 1993, nonché del sabotaggio del volo Philippine Airlines 434. È stato inoltre coinvolto nella pianificazione del cosiddetto progetto Bojinka, un complotto terroristico internazionale.
Nel 1995 è stato arrestato in Pakistan dai servizi segreti pakistani (ISI) in collaborazione con il Servizio di Sicurezza Diplomatica degli Stati Uniti, mentre cercava di costruire un ordigno esplosivo nascosto in una bambola all'interno di una pensione a Islamabad. Successivamente è stato estradato negli Stati Uniti. Processato presso il tribunale federale di New York, è stato condannato per il suo ruolo nel progetto Bojinka e per l'attentato al World Trade Center. La sentenza: due ergastoli più 240 anni di carcere.
Yousef è anche nipote, da parte materna, di Khalid Shaykh Muhammad, figura di spicco di Al Qaida, considerato l’ideatore principale degli attentati dell'11 settembre 2001.
Attualmente Yousef sta scontando la sua pena nel carcere di massima sicurezza ADX Florence in Colorado. Per anni ha condiviso il reparto noto come "Bombers' Row" con altri noti detenuti come Terry Nichols, Eric Rudolph e Ted Kaczynski, prima di essere trasferito alla fine del 2021.
Nel 2007 ha dichiarato di essersi convertito al Cristianesimo dopo aver affermato di aver "incontrato Gesù".

## Biografia
Secondo quanto riportato dalle autorità statunitensi, anche il nome "Ramzī Aḥmad Yūsuf" sarebbe in realtà uno pseudonimo. Si ritiene che il suo vero nome sia Abdul Basit Mahmoud Abdul Karim. È nato il 27 aprile 1968 a Kuwait City, da genitori pakistani.
Il padre, secondo quanto si ritiene, è Mohammed Abdul Karim, originario del Balochistan (Pakistan), mentre la madre sarebbe sorella di Khalid Sheikh Mohammed, figura chiave di Al Qaeda.
Nel 1986 si iscrisse al Swansea Institute in Galles, dove studiò ingegneria elettrica, laureandosi quattro anni dopo. Frequentò anche l’Oxford College of Further Education per perfezionare il suo inglese.
Dopo aver completato gli studi nel Regno Unito, tornò in Pakistan e iniziò l’addestramento in un campo terroristico a Peshawar, dove apprese le tecniche di fabbricazione di esplosivi. Nel 1992 si recò poi negli Stati Uniti.

## Attentato al World Trade Center (1993)
L’attentato al World Trade Center del 1993 fu un attacco terroristico avvenuto il 26 febbraio dello stesso anno, quando un’autobomba esplose nel parcheggio sotterraneo della Torre Nord (Tower One), a New York. L’ordigno, del peso di circa 680 kg, era a base di nitrato di urea e gas idrogeno. L’obiettivo principale era quello di far crollare la Torre Nord per abbatterla contro la Torre Sud, causando il collasso di entrambe e provocando migliaia di vittime. Tuttavia, il piano fallì: l’esplosione causò la morte di sei civili e ferì 1.042 persone, tra cui 919 civili (compreso un paramedico), 88 vigili del fuoco e 35 agenti di polizia.
Dopo l’attacco, Ramzi Yousef rivendicò la responsabilità tramite una lettera inviata al New York Times, spiegando le motivazioni ideologiche dell’attentato. Nel messaggio, Yousef si identificò come membro del "quinto battaglione dell’Esercito di Liberazione" e dichiarò che l’attacco era una risposta al sostegno politico, economico e militare degli Stati Uniti a Israele e ad altri regimi autoritari in Medio Oriente.
Nella lettera venivano avanzate tre richieste principali:
- Interruzione totale di ogni tipo di aiuto militare, economico e politico a Israele
- Fine di tutte le relazioni diplomatiche con Israele
- Nessuna interferenza negli affari interni dei Paesi mediorientali

Yousef minacciava che, in caso di mancata soddisfazione di tali richieste, sarebbero seguiti altri attacchi, sia contro obiettivi militari che civili, all’interno e all’esterno degli Stati Uniti. Aggiungeva anche che l’“esercito” di cui faceva parte disponeva di oltre 150 attentatori suicidi pronti ad agire, sostenendo che il terrorismo praticato da Israele e da altri regimi, con il supporto americano, doveva essere affrontato con la stessa violenza. Concludeva accusando il popolo americano di essere complice dei crimini del proprio governo, affermando che anche i civili statunitensi erano bersagli legittimi degli attacchi.

### L'arrivo negli Stati Uniti
Il 1° settembre 1992, Ramzi Yousef entrò negli Stati Uniti utilizzando un passaporto iracheno la cui autenticità è ancora oggi oggetto di controversia. Viaggiava insieme ad Ahmed Ajaj, che trasportava numerosi documenti d'immigrazione, incluso un passaporto svedese contraffatto in modo grossolano. Ajaj fu arrestato immediatamente, poiché nella sua valigia vennero trovati manuali per la costruzione di bombe, videocassette di attentatori suicidi e persino un promemoria su come mentire agli ispettori dell’immigrazione statunitense. Questo arresto fungeva in realtà da diversivo per facilitare l’ingresso di Yousef nel paese.
Secondo successive indagini dei servizi antiterrorismo americani, l’intera operazione fu collegata a una telefonata del predicatore estremista egiziano Omar Abd al-Rahman a un numero telefonico pakistano (810604), presumibilmente coinvolto nel coordinamento del viaggio. Yousef fu trattenuto e interrogato per 72 ore, ma a causa del sovraffollamento delle celle dell’ufficio immigrazione, fu poi rilasciato in attesa di una udienza per la richiesta di asilo politico, fissata per il 9 novembre 1992. Alle autorità dichiarò di chiamarsi Abdul Basit Mahmoud Abdul Karim, cittadino pakistano nato e cresciuto in Kuwait, sostenendo di aver perso il passaporto. Il 31 dicembre dello stesso anno, il consolato pakistano a New York gli rilasciò un passaporto temporaneo a nome Abdul Basit Mahmoud Abdul Karim. Durante i mesi seguenti, Yousef si spostò tra New York e il New Jersey, effettuando telefonate, anche via cellulare, a Omar Abd al-Rahman.
Curiosamente, i materiali sequestrati ad Ajaj - i manuali e le videocassette - non furono mai reclamati e rimasero nell’ufficio dell’FBI a New York, nonostante il giudice Reena Raggi ne avesse ordinato il rilascio a dicembre 1992.

### La preparazione dell’esplosivo
Ramzi Yousef, con l’aiuto dei complici Mohammed A. Salameh e Mahmud Abouhalima, iniziò l’assemblaggio dell’ordigno esplosivo da 680 kg a base di nitrato di urea e combustibile nella sua abitazione di Pamrapo Avenue, a Jersey City. L’obiettivo era consegnarlo al World Trade Center il 26 febbraio 1993. Durante questo periodo, Yousef fu coinvolto in un incidente stradale - uno dei tre causati da Salameh tra la fine del 1992 e l'inizio del 1993 - e ordinò i componenti chimici per l’ordigno direttamente dalla stanza d’ospedale in cui era ricoverato.
Il 29 dicembre 1992, Ajaj comunicò telefonicamente a Yousef, utilizzando un linguaggio in codice, che i manuali per la costruzione di bombe erano stati finalmente rilasciati, ma lo avvertì che andarli a recuperare avrebbe potuto mettere a rischio la sua “attività”. Uno dei libri portati da Ajaj nel 1992 conteneva una parola che l’FBI tradusse come “la regola fondamentale”, che si scoprì in seguito essere Al Qaida, ovvero “la base”.
In un’intervista del 2002 al programma 60 Minutes della CBS, il co-cospiratore Abdul Rahman Yasin rivelò che l’idea iniziale di Yousef era quella di colpire i quartieri ebraici di New York. Tuttavia, dopo aver ispezionato zone come Crown Heights e Williamsburg, cambiò idea e optò per un bersaglio più simbolico. Yasin confermò inoltre che Yousef aveva ricevuto un addestramento specializzato nella fabbricazione di esplosivi in un campo a Peshawar, in Pakistan.

### L’esplosione e le conseguenze
Il 26 febbraio 1993, Yousef noleggiò un furgone Ryder che caricò con il potente ordigno esplosivo. All’interno del veicolo sistemò quattro scatole di cartone contenenti sacchetti di carta, giornali, nitrato di urea e acido nitrico. Accanto a queste, posizionò tre bombole metalliche rosse contenenti idrogeno compresso. Al centro del furgone collocò quattro grandi contenitori di nitroglicerina, collegati a detonatori Atlas Rockmaster.
Yousef guidò il furgone nel parcheggio sotterraneo del World Trade Center e lo lasciò lì. Poco dopo, la bomba esplose, causando ingenti danni e vittime. Poche ore dopo l’attentato, Yousef riuscì a fuggire dagli Stati Uniti utilizzando il suo passaporto pakistano. Si ritiene che inizialmente sia scappato in Iraq, per poi rifugiarsi in Pakistan.
A seguito dell’attacco, l’FBI inserì Ramzi Yousef nella lista dei dieci criminali più ricercati d’America (Ten Most Wanted Fugitives) il 21 aprile 1993, come 436º nome della lista.

## Attentato a Benazir Bhutto (1993)
Dopo essere tornato in Pakistan nel febbraio 1993, Ramzi Yousef si nascose per evitare l’arresto. Durante l’estate dello stesso anno, avrebbe accettato un incarico per assassinare la prima ministra pakistana Benazir Bhutto, su richiesta di membri del gruppo estremista settario Sipah-e-Sahaba.
Il piano prevedeva l’uso di un ordigno esplosivo, ma fallì quando Yousef e il suo complice Abdul Hakim Murad furono intercettati dalla polizia nei pressi della residenza di Bhutto. A quel punto, Yousef decise di annullare l’operazione. Tuttavia, mentre cercava di recuperare l’ordigno, questo esplose accidentalmente. Yousef riuscì comunque a fuggire, facendo perdere le proprie tracce durante le indagini successive.

## Attentato al volo Philippine Airlines 434 (1994)
L'11 dicembre 1994, Ramzi Yousef mise in atto una prova generale del suo piano terroristico facendo esplodere una bomba a bordo del volo Philippine Airlines 434, in viaggio da Manila a Tokyo con scalo intermedio a Cebu.
Esperto falsificatore, Yousef viaggiò con un passaporto italiano contraffatto a nome "Armaldo Forlani", una variazione del nome del primo ministro italiano dell’epoca, Arnaldo Forlani. Prenotò la tratta Manila-Cebu con questa identità e, una volta a bordo, assemblò una bomba nel bagno dell’aereo. Impostò un timer per la detonazione quattro ore dopo, quindi nascose l’ordigno nella tasca del giubbotto salvagente sotto il sedile 26K, sul lato destro della fusoliera.
Durante il volo, una hostess - Maria Delacruz - notò che Yousef cambiava frequentemente posto, ma non segnalò l’anomalia all’equipaggio che subentrò a Cebu. Dopo lo scalo, Yousef e altri 25 passeggeri sbarcarono, mentre salirono a bordo 256 nuovi passeggeri, in gran parte giapponesi, e un nuovo equipaggio. Il volo decollò da Cebu alle 8:38 del mattino, con la bomba già attiva da circa due ore. Alle 11:43, mentre l’aereo volava in modalità autopilota a 10.000 metri di altitudine sopra l’isola giapponese di Minami Daitō, l’ordigno esplose.
L’esplosione uccise sul colpo Haruki Ikegami (池上 春樹, Ikegami Haruki), un uomo d’affari giapponese di 24 anni seduto proprio al posto 26K. Altri dieci passeggeri nelle file vicine rimasero feriti, uno dei quali in modo grave. L’esplosione aprì un varco di circa due piedi quadrati nel pavimento della cabina, che si estendeva fino al vano di carico, ma non compromisse la struttura della fusoliera. La tragedia fu evitata per pochi metri: il sedile 26K si trovava a sole due file dal serbatoio centrale del carburante. L’onda d’urto danneggiò i cavi dei comandi di volo, rendendo difficile il controllo del velivolo. Nonostante ciò, il comandante Eduardo Reyes riuscì a effettuare un atterraggio d’emergenza all’aeroporto di Naha, a Okinawa, salvando 272 passeggeri e 20 membri dell’equipaggio.
L’aereo fu messo sotto sequestro come scena del crimine secondo la legge giapponese. I resti dell’ordigno e i frammenti trovati nella zona dell’esplosione - insieme alla metà inferiore del corpo di Ikegami - fornirono indizi cruciali che condussero gli investigatori fino a Manila.

### La scoperta da parte della polizia
Dopo l'attentato al volo Philippine Airlines 434, Ramzi Yousef tornò a Manila, dove iniziò a preparare almeno una dozzina di bombe, ciascuna contenente una quantità maggiore di esplosivo rispetto a quella usata nel precedente attacco. Tuttavia, poche settimane prima di poter mettere in atto i nuovi attentati, un incendio accidentale scoppiò nel suo appartamento. Costretto a fuggire in fretta, Yousef lasciò dietro di sé documenti, materiali esplosivi e prove compromettenti. Il personale del palazzo, insospettito dal fumo e dal disordine, allertò la polizia. L’agente Aida Fariscal guidò il blitz nell’appartamento e scoprì l’intera rete terroristica.
Durante un'altra perquisizione in un appartamento collegato a Yousef, le autorità filippine trovarono ulteriori prove che ricollegavano lui, Abdul Hakim Murad e Khalid Sheikh Mohammed a un piano ancora più ambizioso: far schiantare un aereo contro il quartier generale della CIA negli Stati Uniti.
Le informazioni ottenute furono trasmesse alla Federal Aviation Administration (FAA), che a sua volta avvisò le compagnie aeree, sebbene all’epoca il piano venne sottovalutato.

## Attentato al Santuario dell’Imam Reza (1994)
Il 20 giugno 1994, un’esplosione colpì il santuario di Ali al-Ridha, ottavo Imam dello Sciismo, nella città di Mashhad, in Iran. L’attentato avvenne all’interno di una sala di preghiera gremita, proprio durante la giornata dell’Ashura, una delle più sacre per i musulmani sciiti. In quell’occasione, centinaia di pellegrini si erano radunati per commemorare la morte del terzo Imam, Husayn ibn Ali.
L’attacco provocò almeno 25 morti e oltre 70 feriti. Secondo gli esperti, l’ordigno utilizzato aveva una potenza pari a circa 4,5 kg di tritolo. Sebbene un gruppo militante sunnita abbia rivendicato l’attentato, il governo iraniano attribuì la responsabilità ai Mujahedin del Popolo, mentre altre fonti indicarono un militante pakistano come possibile autore.

## Il progetto Bojinka
Dopo l’attentato al santuario iraniano, Ramzi Yousef iniziò a pianificare quello che sarebbe diventato noto come il "progetto Bojinka". Il piano prevedeva l’assassinio di Papa Giovanni Paolo II durante una sua visita nelle Filippine, oltre al posizionamento di bombe a bordo di diversi voli delle compagnie United Airlines e Delta Air Lines in partenza da Bangkok. In questa operazione, Yousef avrebbe collaborato con suo zio materno, Khalid Sheikh Mohammed.

## Ultimo attentato aereo negli Stati Uniti (1995)
Nonostante la caccia all’uomo internazionale, Ramzi Yousef riuscì a fuggire da Manila e a rifugiarsi in Pakistan. Il 31 gennaio 1995 volò da lì in Thailandia, dove incontrò un collaboratore sudafricano, Istaique Parker. Yousef gli consegnò due valigie piene di esplosivi, chiedendogli di imbarcarle: una su un volo Delta Air Lines, l’altra su un volo United Airlines. Gli ordigni erano programmati per esplodere mentre gli aerei sorvolavano aree densamente popolate degli Stati Uniti. Parker passò gran parte della giornata all’aeroporto, ma pare fosse troppo spaventato per avvicinarsi ai banchi delle compagnie con le valigie. Alla fine, tornò nell’albergo dove alloggiava Yousef, mentendo: disse che il personale dei cargo aerei stava richiedendo passaporti e impronte digitali, rendendo troppo rischioso portare avanti il piano.
Determinato a far arrivare le bombe su un volo diretto negli Stati Uniti, Yousef contattò un amico con immunità diplomatica residente in Qatar. L’uomo si era detto disposto a trasportare le valigie fino a Londra e a imbarcarle poi su un volo per gli Stati Uniti, così che esplodessero a bordo durante il tragitto. Il piano si basava proprio sull’immunità diplomatica per evitare controlli. Secondo il libro I nuovi sciacalli di Simon Reeve, l’identità di questo amico non è mai stata resa nota, ma si dice fosse figlio di un importante politico e membro influente dell’establishment qatariota (in quel periodo, lo zio materno di Yousef, Khalid Sheikh Mohammed, viveva in Qatar come ospite di un ministro locale). Tuttavia, qualcosa andò storto e le valigie non furono mai imbarcate. Il 2 febbraio 1995, Yousef e Parker tornarono in Pakistan.

## Arresto e condanna
Il 7 febbraio 1995, grazie a una soffiata di Istaique Parker, gli agenti dei servizi segreti pakistani (ISI) e della Sicurezza Diplomatica degli Stati Uniti fecero irruzione nella stanza n. 16 della pensione Su-Casa a Islamabad, in Pakistan, arrestando Ramzi Yousef prima che potesse fuggire a Peshawar. Per le informazioni fornite, Parker ricevette una ricompensa di 2 milioni di dollari nell’ambito del programma statunitense "Rewards for Justice". Durante il blitz, gli agenti trovarono orari di volo delle compagnie Delta e United Airlines, insieme a componenti per bombe nascosti all’interno di giocattoli per bambini. Yousef presentava ustioni chimiche sulle dita. Fu immediatamente trasferito in una prigione federale a New York, in attesa di processo.
Il 5 settembre 1996, Yousef e due complici furono condannati per il loro ruolo nel progetto Bojinka e il giudice federale Kevin Duffy li condannò all’ergastolo senza possibilità di libertà condizionale. Successivamente, il 12 novembre 1997, Yousef fu giudicato colpevole di aver organizzato l’attentato al World Trade Center del 1993. Il 8 gennaio 1998, il giudice Duffy lo condannò a più di 240 anni di prigione per entrambi gli attentati. Raccomandò inoltre che l’intera pena venisse scontata in isolamento.
Durante il processo del 1998, Yousef pronunciò un discorso provocatorio, in cui accusò gli Stati Uniti di essere i veri inventori del terrorismo, citando il bombardamento atomico del Giappone, le stragi di civili a Tokyo, e l’uso di agenti chimici in Vietnam. Disse:
Voi parlate di terrorismo, ma siete stati i primi a praticarlo, uccidendo civili innocenti con bombardamenti, sanzioni economiche e guerre. Se essere contro il governo degli Stati Uniti e Israele significa essere terrorista, allora sì, sono un terrorista e ne sono orgoglioso.
Il giudice Duffy replicò con parole dure:
Ramzi Yousef, ti definisci un militante islamico, ma non puoi nominare nemmeno una delle vittime del tuo attentato che fosse contro di te o la tua causa. Non ti importava chi moriva, volevi solo vedere sangue. Tu non rappresenti l’Islam. Il tuo dio è la morte. Quello che fai, lo fai solo per alimentare il tuo ego malato. Ti fingi un soldato, ma sei solo un assassino codardo.
Oggi, Ramzi Yousef è detenuto nel carcere di massima sicurezza ADX Florence in Colorado. Le manette che indossava al momento della cattura sono esposte al museo dell’FBI a Washington D.C. Il suo numero identificativo nel sistema carcerario federale è 03911–000.

## Collegamento con Osama bin Laden
Nel 1997, durante un’intervista, Osama bin Laden dichiarò di non conoscere personalmente Ramzi Yousef, ma affermò invece di conoscere Khalid Sheikh Mohammed, zio di Yousef e mente dietro agli attentati dell’11 settembre 2001. Secondo quanto riportato dalla Commissione sull’11 settembre, Khalid Sheikh Mohammed avrebbe affermato, durante un interrogatorio, che Yousef non faceva parte di Al Qaida e non ha mai incontrato bin Laden.
Tuttavia, alcuni autori hanno suggerito che i legami tra Yousef e bin Laden potrebbero essere stati più stretti di quanto dichiarato ufficialmente.